# Cladogynos orientalis
Cladogynos es un género con una especies de plantas con flores perteneciente a la familia Euphorbiaceae. Es un género monotípico con una sola especie, Cladogynos orientalis Zipp. que se encuentra en el sudoeste de Asia en Malasia.

## Descripción
Son arbustos que alcanzan un tamaño de 0,5-2,5 m de altura. Ramas blanco estrellado-tomentoso. Estípulas lanceoladas, de 3 mm, base con 1 glándula; pecíolo 1,5-5 cm, tomentosas blanco, hoja de cuchilla ovales ovadas-elípticas o largo, 11-18 × 5-8 cm, grueso como el papel, el envés blanco tomentoso, adaxial glabra, auriculate cordadas base o estrechamente peltada, el margen dentado o serrado grueso, ápice cortamente acuminado; venas palmadas 5-7 venas laterales en 4 o 5 pares. Las inflorescencias de 2,5 cm, a menudo, una vez ramificados, tomentosa; pedúnculo de 1 cm, con 1 flor femenina y 1 o 2 glomérulos masculinos. Las flores masculinas: los lóbulos del cáliz 4, 1.5-2 mm, estrellado pubescentes; estambres 4, filamentos 2-3 mm. Cápsula de 8 mm de diámetro. Semillas de 5 mm de diámetro.

## Distribución y hábitat
Se encuentra en los matorrales o bosques de piedra caliza; a una altitud de 2-500 metros en el E y SE Guangxi y en Camboya, Indonesia, Laos, Malasia, Filipinas, Tailandia y Vietnam.

## Taxonomía
El género fue descrito por Zipp. ex Span. y publicado en Linnaea 15: 349. 1841.
Sinonimia
- Adenochlaena siamensis Ridl.
- Adenogynum odontophyllum Miq.
- Baprea bicolor Pierre ex Pax & K.Hoffm.
- Cephalocroton albicans var. virens Müll.Arg.
- Cephalocroton discolor Müll.Arg.
- Cephalocroton orientalis (Zipp. ex Span.) Miq.
- Cladogynos orientalis var. grossedentata Pax & K.Hoffm.
- Cladogynos orientalis var. virens (Müll.Arg.) Pax & K.Hoffm.
- Conceveiba tomentosa Span.
- Rottlera albicans Hassk.